# Acrocercops euryschema
Acrocercops euryschema är en fjärilsart som beskrevs av Turner 1947. Acrocercops euryschema ingår i släktet Acrocercops och familjen styltmalar. Inga underarter finns listade i Catalogue of Life.